# Сентральбрун
59°19′32″ пн. ш. 18°03′53″ сх. д. / 59.325555555556° пн. ш. 18.064861111111° сх. д.
Сентральбрун (швед. Centralbron — «Центральний міст») — одним з найважливіших автомобільних мостів у центрі Стокгольма, Швеція, що сполучає північний район Норрмальм з південним Седермальмом, через острови Гамла-Стан (старе місто) і Ріддаргольмен. 
Складається з двох секцій: Північного мосту від станції Стокгольм-Центральний до Гамла-Стан та Південного мосту від Гамла-Стан до Седерледстунельн.
Поруч знаходяться мости: Ріддаргольмсбрун, Вазабрун, Стремзборгсбрун і Геббес-бру.

## Опис
Має довжину 1200 м і складається з двох віадуків , що прокладено через Седерстрем і Ріддарфіарден поблизу Норрстрем з суміжною піднесеною ділянкою, що проходить через Ріддаргольмсканален і прилеглу східну набережну Ріддаргольмен. 
Сентральбрун має потужність на 130 000 автівок на добу. 
Пропускна здатність мосту становить близько 130 000 автомобілів на добу. 
На Гамла-Стан міст проходить в безпосередній близькості від багатьох історичних будівель, таких як Ріддаргольменська церква і Дворянські збори.
Паралельно з ним проходять мости (Седра і Норра-Ярнвегсброн) і тунель двоколійної залізниці, що використовується для приміських і вантажних поїздів. Сентральбрун частково виходить на поверхню тунелю метро яке відкрито на цій дистанції в 1957 році і планували разом з мостом.

## Історія
Перші плани мосту під назвою «Сентральбрун» були озвучені у першому десятилітті 20 століття. 
Багато планів було відкинуто, остаточний план будівництва мосту було складено в 1928 році. 
В 1930-х роках зростала потреба у новому мосту на захід від Гамла-Стан. 
Міст було відкрито в 1935 році.

## Залізничний міст
Паралельно автомобільному мосту прокладено залізничний міст, що складається з південного та північного мостів (Седра і Норра-Ярнвегсброн), який веде до станції Стокгольм-Центральний. 
З роками пропускна здатність залізничного мосту була вичерпана, і розглядали можливість його розширення, щоб спорудити ще одну колію, але це викликало критику з боку мешканців, оскільки історичний образ міста міг змінитися на гірше. 
З цієї причини було прийнято рішення про будівництво залізничного тунелю Citybanan, який був введений в експлуатацію 10 липня 2017 року. 
Це збільшує пропускну здатність поїзда. 
Кошторисна вартість 17 мільярдів шведських крон 

## Північний міст
Будівництво Північного мосту розпочалося в 1961 році і відкрито 3 вересня 1967 року. Його довжина 246 м і ширина 22,3 м.
Із середнім прольотом 19 м, на півночі він робить різкий поворот на захід, де прямує над залізницю, і з'єднується з Кларастрандследеном.

## Південний міст
Міст мав бути побудований в 1930-х роках, але Друга світова війна затягнула весь проект, тому будівництво розпочалося лише в 1950 році. 
Нарешті, південний міст було урочисто відкрито 16 червня 1959 року. 
Його довжина становить 189 м, а ширина – 21,3 м. 
У південному кінці він переходить у Седерледстунельн, відкритого в 1991 році .